# Дражна-Ноуе
Дражна-Ноуе (рум. Drajna Nouă) — село у повіті Келераш в Румунії. Входить до складу комуни Драгаліна.
Село розташоване на відстані 101 км на схід від Бухареста, 24 км на північ від Келераші, 103 км на захід від Констанци, 122 км на південний захід від Галаца.

## Населення
За даними перепису населення 2002 року у селі проживали 1115 осіб, усі — румуни. Усі жителі села рідною мовою назвали румунську.